# Ерра
Ерра (Ірра) — бог смерті та війни у шумеро-аккадській міфології.

## Міфологія
Вважався сином Ану. Також згадувався як чоловік богинь Мамі, Мамме, Мамету, іноді — володарки підземного світу Ерешкігаль.
Відповідно до одного з міфів Ерра замислив знищити людей, які відійшли від його культу. Він умовив Мардука тимчасово залишити Вавилон, щоб місто залишилось без захисту. Мардук пішов, а Ерра приніс у Вавилонію чуму, хаос і розруху. Він знищив Вавилон і вирушив до Урука, міста блудниць, де також винищив усе населення. Лише задовольнившись бідою, Ерра послухався Ішума й припинив погром.